# Marquesado de Sierra Bullones

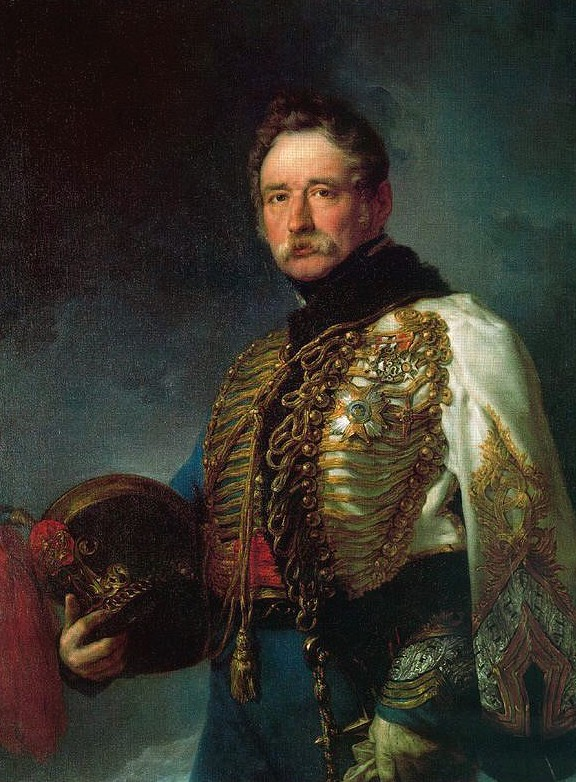
Juan de Zabala y de la Puente, I marqués de Sierra Bullones.

El marquesado de Sierra Bullones es un título nobiliario español creado con grandeza de España por la reina Isabel II de España en favor de Juan de Zabala y de la Puente, III marqués de la Puente y Sotomayor, V marqués de Torreblanca, VI conde de Villaseñor, mediante real decreto del 19 de marzo de 1860 y despacho expedido el 28 de noviembre del mismo año.
Juan de Zabala y de la Puente era hijo de Pedro José de Zavala y Bravo del Ribero, VII marqués de San Lorenzo del Valleumbroso, y de Ana María Grimanesa de la Puente y Bravo de Lagunas, IV marquesa de Torreblanca, II marquesa de la Puente y Sotomayor, V condesa de Villaseñor.

## Marqueses de Sierra Bullones
|                        | Titular                                      | Periodo                |
| Creación por Isabel II | Creación por Isabel II                       | Creación por Isabel II |
| ---------------------- | -------------------------------------------- | ---------------------- |
| I                      | Juan de Zabala y de la Puente                | 1860-                  |
| II                     | Juan de Zabala y Guzmán                      |                        |
| III                    | Luis de Zabala y Guzmán                      |                        |
| IV                     | María del Pilar de Zabala y Guzmán           |                        |
| V                      | María del Pilar García-Sancho y Zabala       |                        |
| VI                     | Juan Bautista Travesedo y García-Sancho      |                        |
| VII                    | José María Travesedo y Martínez de las Rivas | ¿ - 1979               |
| VIII                   | Carmen Travesedo y Colón de Carvajal         | 1979-hoy               |

## Historia de los marqueses de Sierra Bullones
- Juan de Zabala y la Puente (Lima, 23 de enero de 1807-Madrid, 29 de noviembre de 1879), I marqués de Sierra Bullones, V marqués de Torreblanca, III marqués de la Puente y Sotomayor, VI conde de Villaseñor, general en jefe del ejército del norte, comandante general del 2.° cuerpo del ejército de África, capitán general de los reales ejércitos, ministro de Estado, Marina y Guerra, presidente del gobierno, presidente de la Junta Consultativa de Gobierno, director general de artillería y caballería, tres veces laureado de San Fernando, caballero del Toisón de Oro, Gran Cruz de Carlos III, Gran Cruz de Isabel la Católica, senador del reino.[1]

Casó el 26 de febrero de 1839 con María del Pilar de Guzmán y de la Cerda (1811-1901), XVIII condesa de Oñate, XVI condesa de Paredes de Nava, dama noble de la Orden de María Luisa. Le sucedió su hijo:
- Juan de Zábala y Guzmán (San Sebastián, 15 de agosto de 1844-Madrid, 11 de abril de 1910), II marqués de Sierra Bullones, XXIV duque de Nájera, X marqués de Guevara, XII marqués de Quintana del Marco, XI marqués de Montealegre, XIX conde de Oñate, XXVII conde de Treviño, XIII conde de Castronuevo, XVII conde de Paredes de Nava, teniente general, embajador extraordinario en Rusia, gobernador marítimo en Cádiz, Gran Cruz de Carlos III, gentilhombre de cámara del rey con ejercicio y servidumbre.[3]

Casó el 12 de mayo de 1870 con Carolina de Santamarca y Donato (1849-1914), II condesa de Santa Marca. El 12 de noviembre de 1910 le sucedió su hermano:
- Luis de Zabala y Guzmán (Madrid, 12 de septiembre de 1853-4 de febrero de 1913), III marqués de Sierra Bullones, XXV duque de Nájera, XII marqués de Montealegre, XI marqués de Guevara, XX conde de Oñate, XVIII conde de Paredes de Nava, XXVIII conde de Treviño (cesión de su hermano), IX conde de Campo Real (II), coronel de caballería, caballero de la Orden de Calatrava, gentilhombre de cámara del rey con ejercicio y servidumbre.[3]

Casó el 8 de julio de 1901, en Madrid, con Guillermina Heredia y Barrón (1874-1946). El 4 de junio de 1913 le sucedió su hermana:
- María del Pilar de Zabala y Guzmán (Barcelona, 7 de octubre de 1841-11 de febrero de 1915), IV marquesa de Sierra Bullones XXVI duquesa de Nájera, XX marquesa de Aguilar de Campoo, XIII marquesa de Montealegre, XII marquesa de Guevara, X condesa de Campo Real (II), VI marquesa de Torreblanca, XXI condesa de Oñate, XXIX condesa de Treviño, XIX condesa de Paredes de Nava, dama de la reina, dama noble de la Orden de María Luisa, tesorera de la junta de patrones del colegio de la Unión y del de Vista Alegre.[3]

Casó el 2 de junio de 1861, en Madrid, con Ventura García-Sancho e Ibarrondo (1837-1914), I conde de Consuegra, presidente del Consejo de Estado. Le sucedió su hija:
- María del Pilar García-Sancho y de Zabala (Madrid, 2 de junio de 1864-17 de octubre de 1916), V marquesa de Sierra Bullones, XXVII duquesa de Nájera, XXI marquesa de Aguilar de Campoo, XIII marquesa de Guevara, VII marquesa de Torreblanca, XXII condesa de Oñate, XXX condesa de Treviño, II condesa de Consuegra, XXIV condesa de Castañeda, XI condesa de Campo Real (II).[4]

Casó el 2 de junio de 1886, en Madrid, con Leopoldo Travesedo y Fernández Casariego, senador por Zmora, gentilhombre del rey. Le sucedió su hijo:
- Juan Bautista Travesedo y García-Sancho (25 de enero de 1890-27 de abril de 1965), VI marqués de Sierra Bullones, XXVIII duque de Nájera, XXII marqués de Aguilar de Campoo, VIII marqués de Torreblanca, XV marqués de Quintana del Marco, XXIII conde de Oñate, XXXI conde de Treviño, XXI conde de Paredes de Nava, capitán de caballería, caballero y diputado decano del Real Cuerpo de Hijosdalgos de la Nobleza de Madrid, gentilhombre de cámara con ejercicio y servidumbre del rey Alfonso XIII.[4]

Casó el 14 de octubre de 1920, en Bilbao, con María del Carmen Martínez de las Rivas y Richardson (n. 1899), dama de la reina Victoria Eugenia. Le sucedió su hijo:
- José María Travesedo y Martínez de las Rivas (Madrid, 18 de junio de 1924-29 de marzo de 1993), VII marqués de Sierra Bullones, XVI marqués de Quintana del Marco, IX marqués de Torreblanca, XXIV conde de Oñate, XXVIII conde de Valencia de don Juan, XXII conde de Paredes de Nava, XXXII conde de Treviño, XIII conde de Campo Real (II), XXVI conde de Castañeda, teniente coronel de caballería, miembro de la Asociación de Hidalgos a Fuero de España.[5]

Casó el 30 de junio de 1948, en Ávila, con María Eulalia Colón de Carvajal y Maroto. El 14 de septiembre de 1979, previa orden del 2 de julio del mismo año para que se expida la correspondiente carta de sucesión (BOE del 8 de agosto), le sucedió, por distribución, su hija:
- Carmen Travesedo y Colón de Carvajal (n. Madrid, 21 de diciembre de 1950), VIII marquesa de Sierra Bullones, X marquesa de Torreblanca, de la Diputación Permanente y Consejo de la Grandeza de España, dama del Real Cuerpo Colegiado de la Nobleza de Madrid, dama de justicia de la Orden Constantiniana de San Jorge, dama de la Hermandad del Santo Cáliz de Valencia, infanzona de Illsecas y de la Asociación de Hidalgos a Fuero de España y presidenta de la Maestranza de Caballería de San Fernando.[6]

Casó el 9 de octubre de 1972, en Madrid, con Evaristo Martín de Sandoval y Freire de Tejada (n. 1950), señor divisero del Solar de Tejada etc.